# Georg
Georg je moško osebno ime.

## Izvor imena
Ime Georg je na Slovenskem različica imena Jurij.

## Pogostost imena
Po podatkih Statističnega urada Republike Slovenije je bilo na dan 31. decembra 2007 v Sloveniji število moških oseb z imenom Georg: 37.

## Osebni praznik
V koledarju je ime Georg zapisano skupaj z Jurijem.